# Horizons (Epcot)
Horizons was een darkride in het Amerikaanse attractiepark Epcot. De darkride opende 1 oktober 1983 in het themagebied Future World en sloot de deuren voorgoed op 9 januari 1999. De darkride inclusief het gebouw werden volledige gesloopt en vervangen door de attractie Mission: SPACE. Het gebouw van de darkride was gebouwd in een avant-garde-achtige stijl wat aansloot op het thema van de attractie: de toekomst van de mens. Met name de toekomst qua technologie. Het transportsysteem van de darkride is het omnimoversysteem.

## Rit
De rit start met een gedeelte met de naam Looking Back at Tomorrow. Hierin worden voorspellingen getoond die gedaan zijn door Jules Verne en Albert Robida over hoe zij dachten dat de wereld er in 1950 uit zou zien. Hierna volgde diverse IMAX-films (IMAX was bijzonder in de tijd dat de attractie gebouwd werd), waarin voorspellingen voor de toekomst op het gebied van technologie gedaan werden.
Hierna reden de voertuigen langs diverse huiskamertaferelen. Hierin werd de verwachting uitgesproken hoe men in de toekomst mogelijk zou leven. Zo was er een huiskamer te zien met daarin een robot als schoonmaker. Ook huisvesting in het heelal en in de zee kwamen aan de orde.
De rit eindigde met een 31 seconden durende film in het voertuig. Bezoekers konden kiezen welk van de drie films ze wilden zien. In de film was een toekomstige stad te zien. De films waren deels een computeranimatie en deels een daadwerkelijke gebouwde stad in modelbouw. Zo was voor de opnames van de woestijnfilm een modelstad van 9,8 bij 22,9 meter gebouwd.

## Afbeeldingen

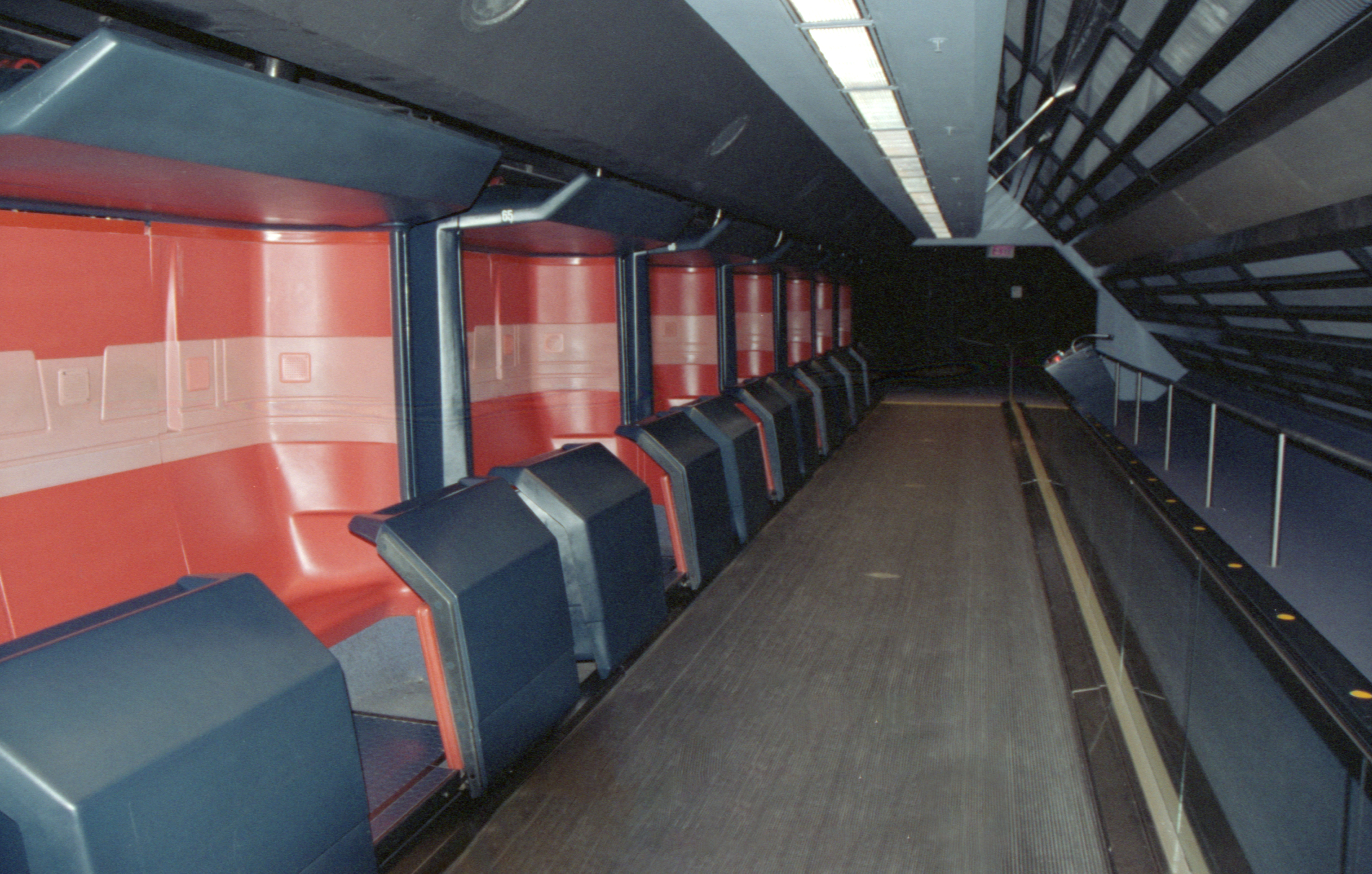
Transportsysteem van de attractie.
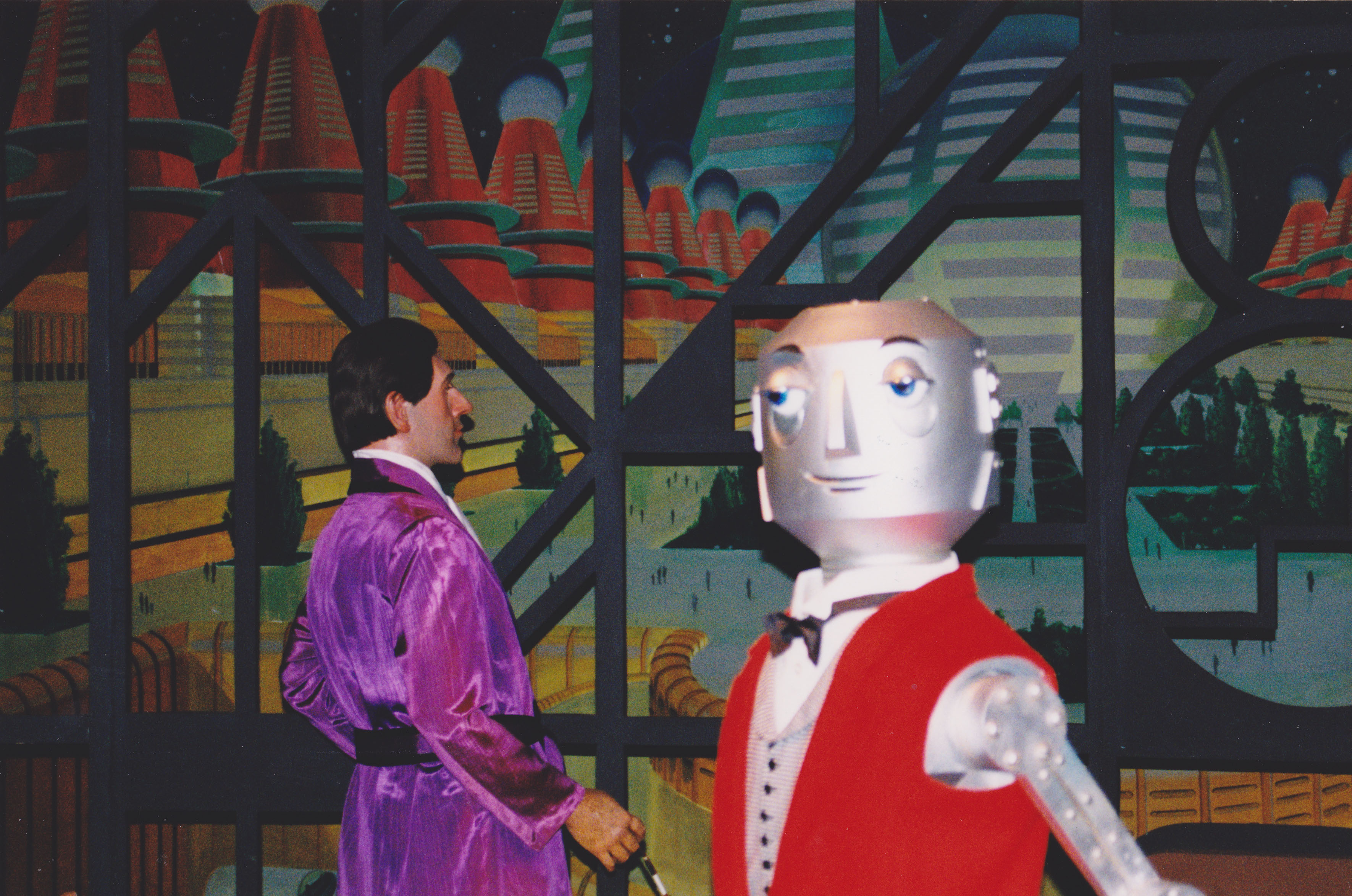
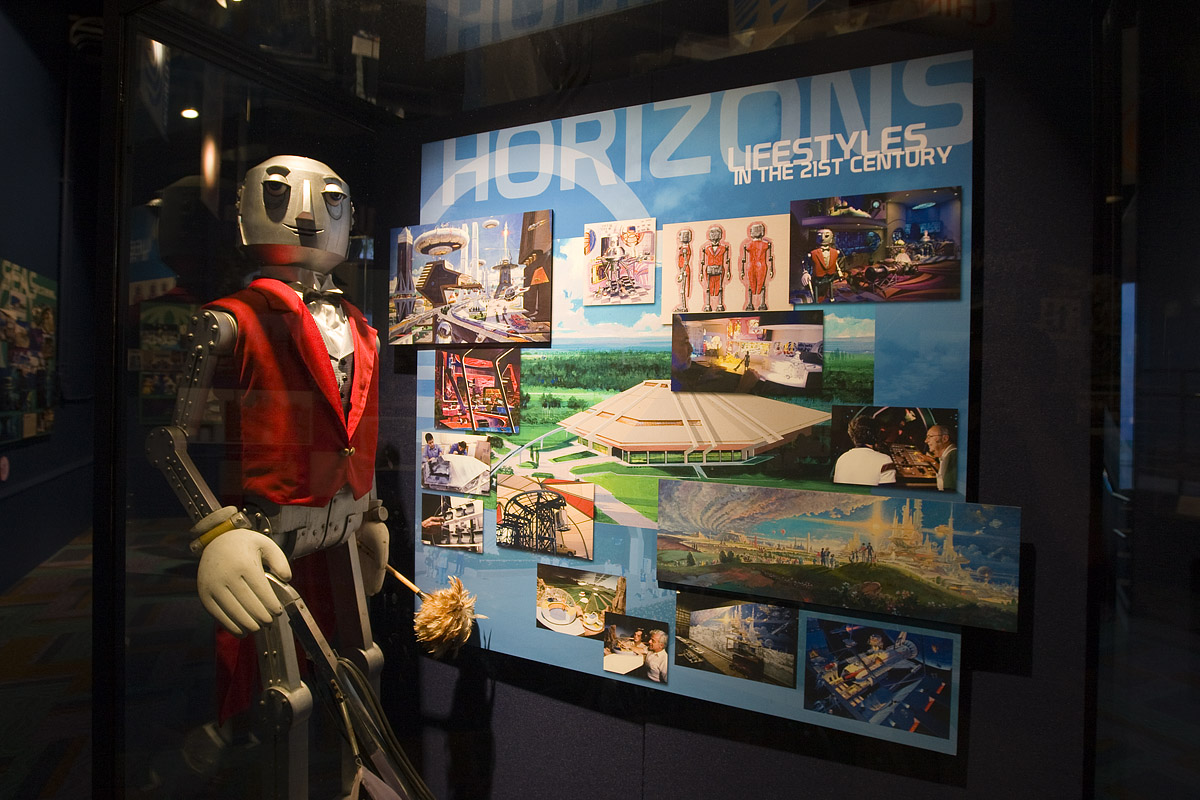
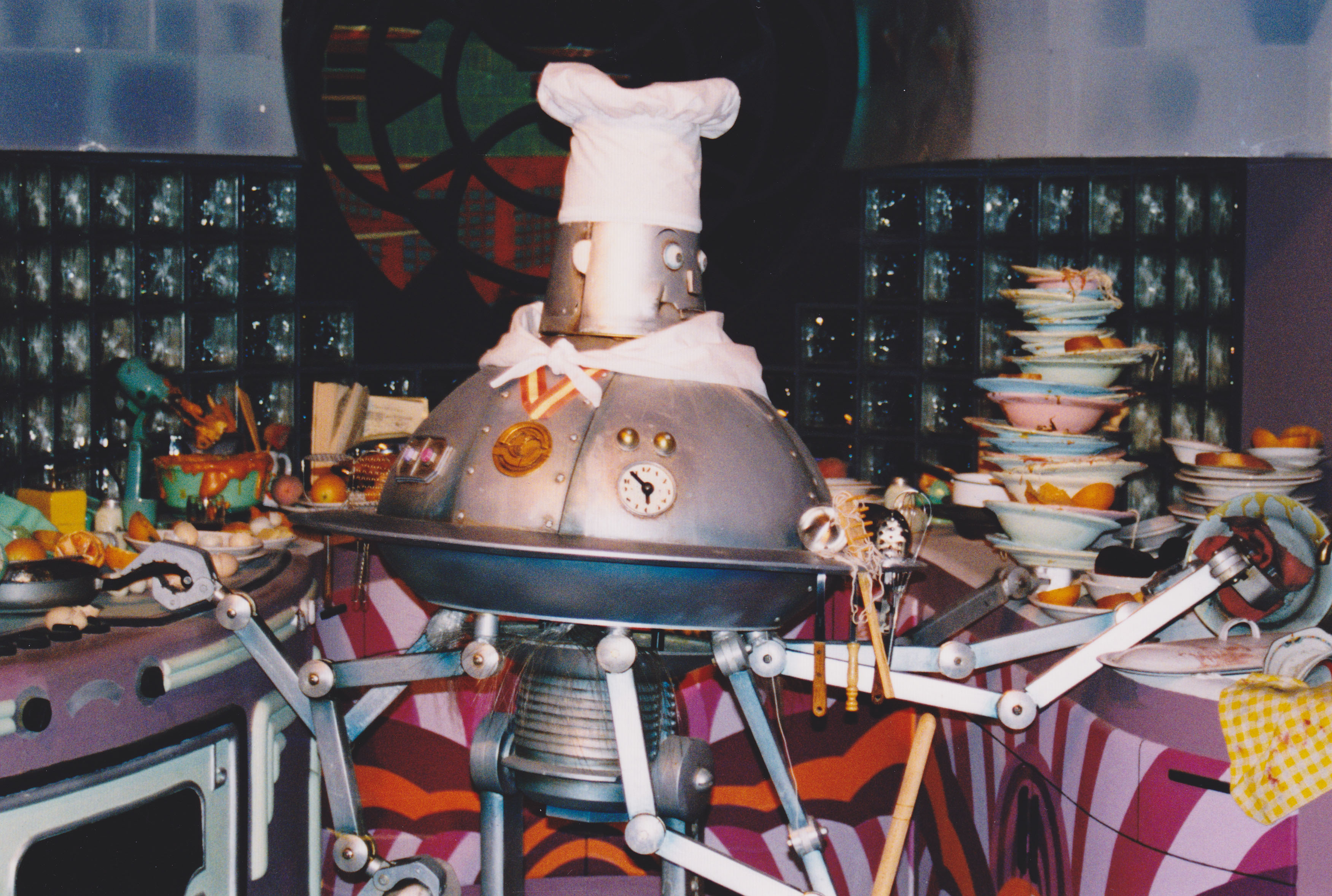
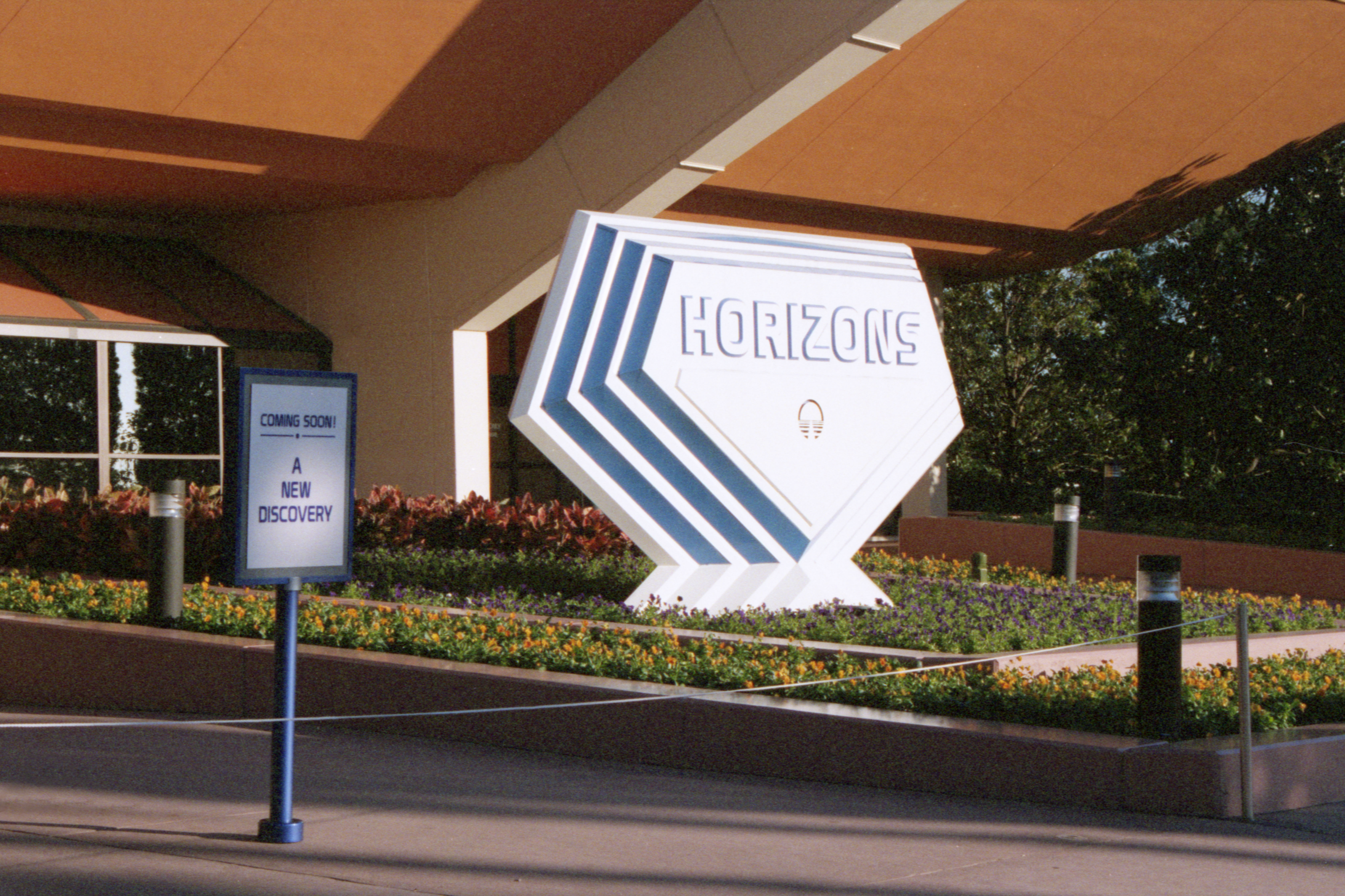
Logo bij de entree

Walt Disney World Resort · Lijst van attracties in Epcot · Fountain of Nations · afbeeldingen